# Psiloderces kalimantan
Espèce
Psiloderces kalimantan est une espèce d'araignées aranéomorphes de la famille des Psilodercidae.

## Distribution
Cette espèce est endémique de Kalimantan en Indonésie,. Elle se rencontre vers Balikpapan.

## Description
La carapace de la femelle holotype mesure 0,7 mm de long sur 0,6 mm et l'abdomen 0,8 mm de long.

## Étymologie
Son nom d'espèce lui a été donné en référence au lieu de sa découverte, le Kalimantan.

## Publication originale
- Deeleman-Reinhold, 1995 : The Ochyroceratidae of the Indo-Pacific region (Araneae). The Raffles Bulletin of Zoology Supplement, no 2, p. 1-103 (texte intégral).